# 보스니아 헤르체고비나의 경제
보스니아 헤르체고비나의 경제는 시장 개혁이 제한적인 중간 소득 경제 체제이다. 1992년 3월 1일 보스니아 헤르체고비나는 사회주의 유고슬라비아로부터 독립을 선언했다. 주요 교역 상대국은 독일, 이탈리아, 오스트리아 및 다른 이웃 발칸반도 국가들이다.

## 개요
보스니아 헤르체고비나는 1990년대 중반 이후 많은 성과를 거둔 중상위 소득 국가이다. 오늘날, 이 나라는 EU의 잠재적 후보국이며, 현재 저성장과 세계 금융 위기 속에서 새로운 성장 모델에 착수하고 있다. 보스니아 헤르체고비나는 소규모 개방 경제로, 2016년 GDP의 55%를 차지하는 서비스가 지배하고 있으며, 중간 정도의 산업 및 제조업 부문 (각각 23%와 12%)과 제한된 농업 기반 (GDP의 약 6%)이 있다.
1998년 도입된 국가 통화인 보스니아 헤르체고비나 태환 마르카(BAM)는 유로에 고정되어 통화와 은행 부문에 대한 신뢰도가 높아졌다. 그러나 민영화 추진은 지지부진하고 지방정부는 마지못해 국가 차원의 기관만 지원하고 있다. 은행 개혁은 2001년에 가속화되었다; 주로 서유럽에서 온 외국 은행들이 현재 은행 부문의 대부분을 통제하고 있다. 상당한 규모의 경상수지 적자와 매우 높은 실업률은 가장 심각한 두 가지 경제 문제로 남아 있다. 국제사회로부터 상당한 규모의 재건지원과 인도적 지원을 받지만 원조 감소 시대에 대비해야 할 것이다.
보스니아 헤르체고비나 주재 미국 대사관은 보스니아 헤르체고비나의 상업 및 경제 환경을 경제, 정치 및 시장 분석을 통해 종합적으로 살펴볼 수 있는 국가 상업 가이드를 매년 발간하고 있다.

## 관광업
관광업은 이 과정에서 경제가 회복되고 있으며 여름 시골 관광뿐만 아니라 겨울 스키 여행지로도 인기를 끌고 있다. 보스니아 헤르체고비나는 1995년부터 2000년까지 연평균 24%의 관광객 증가율을 보였다. 2007년 유럽 지역의 탄탄한 입국 증가는 남유럽과 지중해 유럽의 호조(+7%)에 크게 기인했다. 특히 보스니아 헤르체고비나가 20%의 성장률을 기록하며 강자로 꼽혔다.
2012년 보스니아 헤르체고비나의 관광객은 747.827명, 하룻밤 숙박은 1645.521명으로 2012년에 비해 9.4% 증가했다.
세계관광기구의 추산에 따르면 보스니아 헤르체고비나는 1995년부터 2020년 사이에 세계에서 세 번째로 높은 관광 성장률을 보일 것이다.
특히 주목할 만한 것은 여름 동안 종종 집으로 돌아오는 디아스포라 인구로, 소매 판매와 음식 서비스 산업의 증가를 가져왔다.
2017년 보스니아 헤르체고비나를 방문한 관광객은 130만7,319명으로 전년 대비 13.7% 증가했으며, 1박 2일 숙박은 267만7,125명으로 12.3% 증가했다. 또한 관광객의 71.5%가 외국에서 왔다.
대부분의 중부 유럽 국가들처럼 사업 규제는 비교적 엄격하지만, 많은 문제들이 지속되고 있다. 전후 실업률(16.85%)이 여전히 높고, 경제 발전도 매우 더디다. 복잡한 관료제, 복잡한 절차, 그리고 종종 잘못된 공무원들의 오디션과 규제는 또한 불안정하고 불안정한 기업 환경을 만들어 한국의 산업과 제조업 잠재력에 대한 외국인 투자의 주요 장애물로 여겨진다.
노동력은 비교적 저렴하여 평균 순 급여가 511유로, 평균 총 급여는 791유로(2018년 5월 기준)이며, 특히 전쟁 이전 경제 분야에서 우수한 숙련도를 자랑한다. 그러나 느리지만 지속적인 노하우 퇴보, 인력 이탈, 높은 실업률, 그리고 실업자들의 평균적인 긴 노동시장 외부 시간으로 인해, 국가가 경쟁력을 가질 수 있는 산업 부문에 투자하는 외국인 소유 기업이 필요하다.
보스니아 헤르체고비나는 또한 행정적 책임을 강제하기 위한 좋은 방법뿐만 아니라 좋은 전자 거버넌스 구조가 결여되어 있는데, 이 두 방법 모두 보다 전도적인 비즈니스 환경을 위해 필요한 것으로 여겨진다. 오늘날 기업에 등록하는 데는 3~5주가 걸리며(일부 사업 부문에서는 행정의 비효율성으로 인해 필요한 모든 허가를 획득하는 데 여전히 수개월이 걸릴 수 있음), 다른 많은 사업 관련 행정 절차도 비슷하게 복잡하고 시간이 많이 소요된다.
보스니아 헤르체고비나의 정치 부패는 행정의 규모와 비효율성과 함께 인구와 경제에 대한 서비스에 대한 세금 지출의 가장 큰 손실이다.
보스니아 헤르체고비나는 국제적인 원조가 감소하는 시대를 준비해왔다. 일자리와 소득 창출을 위한 경제 활성화가 국가의 가장 시급한 과제다. 2014년 폭동 이후, 두 정부는 지역 경제에 대한 많은 긴급한 문제들 중 일부를 다루며 수줍게 개혁을 시작했지만, 전반적인 과정은 여전히 대중들과 지역 경제 분석가들, 그리고 외국의 경제 분석가들에 의해 느리고 미미한 것으로 여겨진다.

## 비즈니스 수행의 어려움
대부분의 중앙유럽 국가들처럼 사업 규제는 비교적 엄격하지만, 많은 문제들이 지속되고 있다. 전후 실업률 (16.85%)이 여전히 높고, 경제 발전도 매우 더디다. 복잡한 관료제, 복잡한 절차, 그리고 종종 잘못된 공무원들의 오디션과 규제는 또한 불안정하고 불안정한 기업 환경을 만들어 한국의 산업과 제조업 잠재력에 대한 외국인 투자의 주요 장애물로 여겨진다.
노동력은 비교적 저렴하여 평균 순 급여가 511유로, 평균 총 급여는 791유로 (2018년 5월 기준)이며, 특히 전쟁 이전 경제 분야에서 우수한 숙련도를 자랑한다. 그러나 느리지만 지속적인 노하우 퇴보, 인력 이탈, 높은 실업률, 그리고 실업자들의 평균적인 긴 노동시장 외부 시간으로 인해, 국가가 경쟁력을 가질 수 있는 산업 부문에 투자하는 외국인 소유 기업이 필요하다.
보스니아 헤르체고비나는 또한 행정적 책임을 강제하기 위한 좋은 방법뿐만 아니라 좋은 전자 거버넌스 구조가 결여되어 있는데, 이 두 방법 모두 보다 전도적인 비즈니스 환경을 위해 필요한 것으로 여겨진다. 오늘날 기업에 등록하는 데는 3~5주가 걸리며(일부 사업 부문에서는 행정의 비효율성으로 인해 필요한 모든 허가를 획득하는 데 여전히 수개월이 걸릴 수 있음), 다른 많은 사업 관련 행정 절차도 비슷하게 복잡하고 시간이 많이 소요된다.
보스니아 헤르체고비나의 정치 부패는 행정의 규모와 비효율성과 함께 인구와 경제에 대한 서비스에 대한 세금 지출의 가장 큰 손실이다.
보스니아 헤르체고비나는 국제적인 원조가 감소하는 시대를 준비해왔다. 일자리와 소득 창출을 위한 경제 활성화가 국가의 가장 시급한 과제다. 2014년 폭동 이후, 두 정부는 지역 경제에 대한 많은 긴급한 문제들 중 일부를 다루며 수줍게 개혁을 시작했지만, 전반적인 과정은 여전히 대중들과 지역 경제 분석가들, 그리고 외국의 경제 분석가들에 의해 느리고 미미한 것으로 여겨진다.

## 같이 보기
- 보스니아 헤르체고비나 국립은행
- 보스니아 헤르체고비나 태환 마르카
- 보스니아 헤르체고비나